# Magyarországi Német Színház

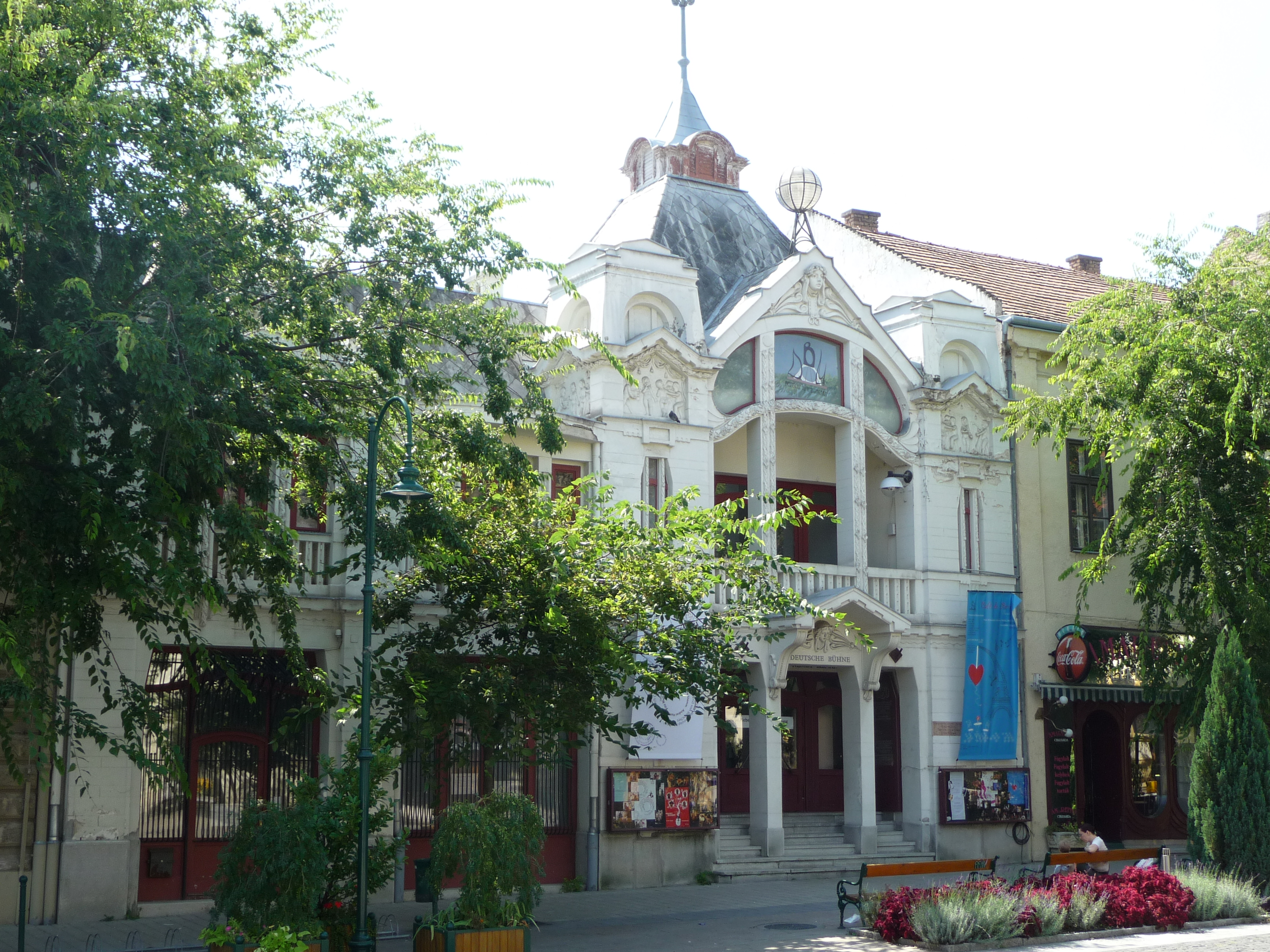
A Magyarországi Német Színház épületének restaurált homlokzata

A szekszárdi Magyarországi Német Színház (németül Deutsche Bühne Ungarn) Magyarország egyetlen állandó, német nyelvű színháza, egyúttal Tolna vármegye egyetlen kőszínháza. Elsődleges feladatai közé tartozik a német nyelv ápolása és közvetítése, a magyarországi németség kulturális értékeinek őrzése. Ebbéli minőségében a német kisebbség és a magyar lakosság kulturális kapcsolatát is erősíti. A németül nem tudó közönség számára a színházi élményt magyar nyelvű szinkrontolmácsolással teszi elérhetővé.

## Az épület

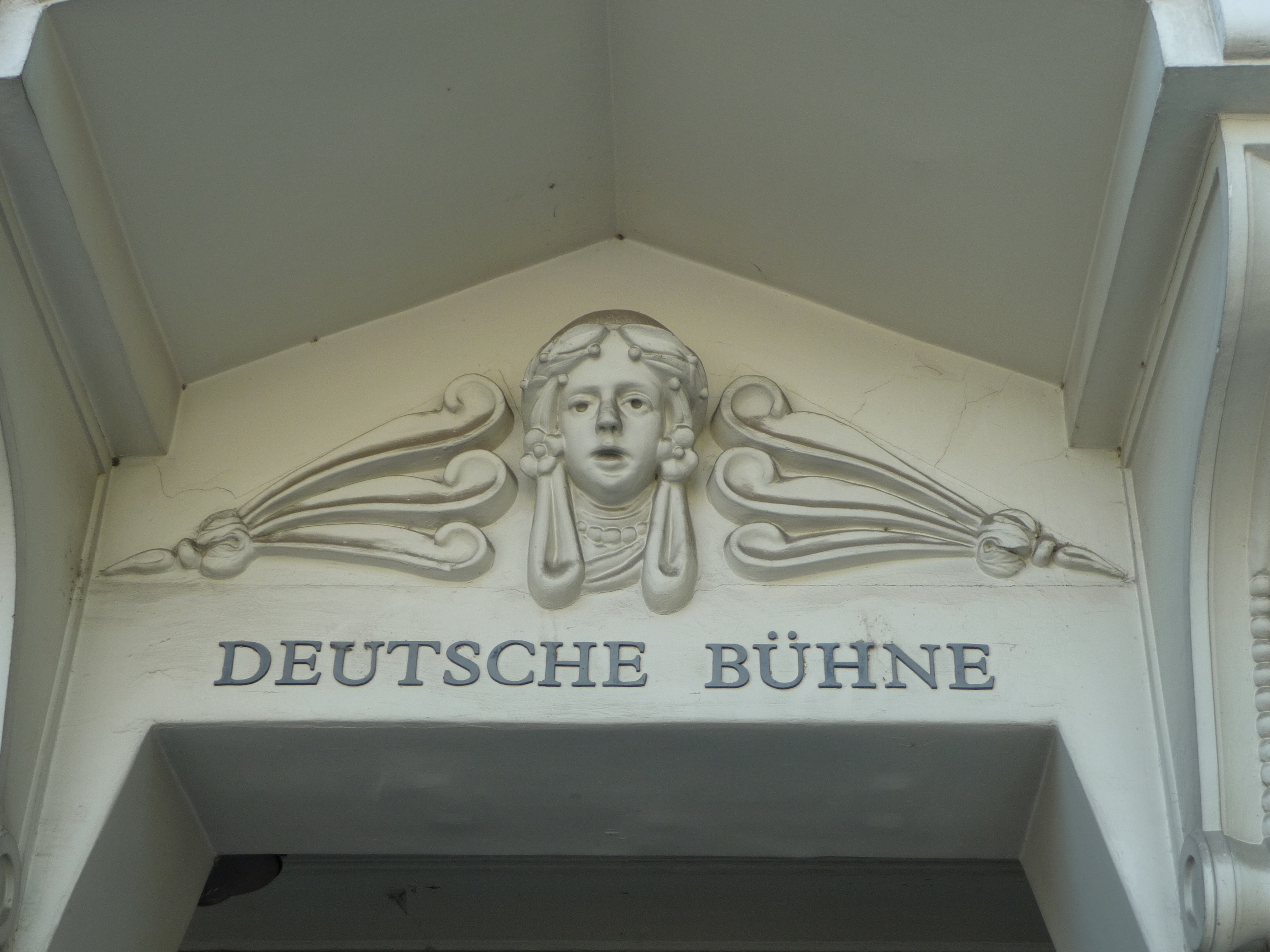
Angyalka a bejárat fölött

A színház Szekszárdon, a Garay tér 4-ben, az egykori mozi újjáépített, szecessziós épületében működik. 
Az egykori Világmozgó filmszínház épületét Uglár János tervezte és 1913-ra épült fel. A városban ez az épület képviseli a szecesszió osztrákos változatát.
A korabeli leírás szerint a megyeszékhely első állandó moziját pazarul rendezték be. Az épület az 1960-as években leégett, és a korábbinál sokkal szegényesebb kivitelben építették újjá. 1985-ben felújították, és filmmúzeumként kezdett működni, de 1986. május 7-én ismét leégett. A harmadik újjáépítés eredményeként helyreállították az eredeti homlokzatképet, de az épület többi része modern. Egyik szárnyában egy bankfiókot rendeztek be.
A főbejárat fölötti erkélyről 1999 óta egy webkamera közvetíti a Garay tér látképét az internetre.

## Története
Az intézményt 1983-ban, Szekszárdi Német Színház néven alapította Tolna vármegye önkormányzata. Az első, német nyelvű színházi előadást 1984-ben tartották. 1985 januárjától a Babits Mihály Művelődési Ház kamaratermében játszottak Német Bemutató Színpad néven. 1994-ben költöztek mostani helyükre, a volt mozi újjáépített épületébe, ahol 1994. november 24-én tartották az első előadást.
2003-ban a Magyarországi Németek Országos Önkormányzata társulási szerződést kötött Tolna megye önkormányzatával, és 2004. január 1. óta közösen tartják fenn a színházat: a német önkormányzat egyetértési joggal vesz részt a költségvetés, a műsorpolitika és az intézmény vezetőjének meghatározásában, illetve kiválasztásában. A társulási megállapodás az intézmény nevét Magyarországi Német Színházzá változtatta.

## A színház 2010-ben

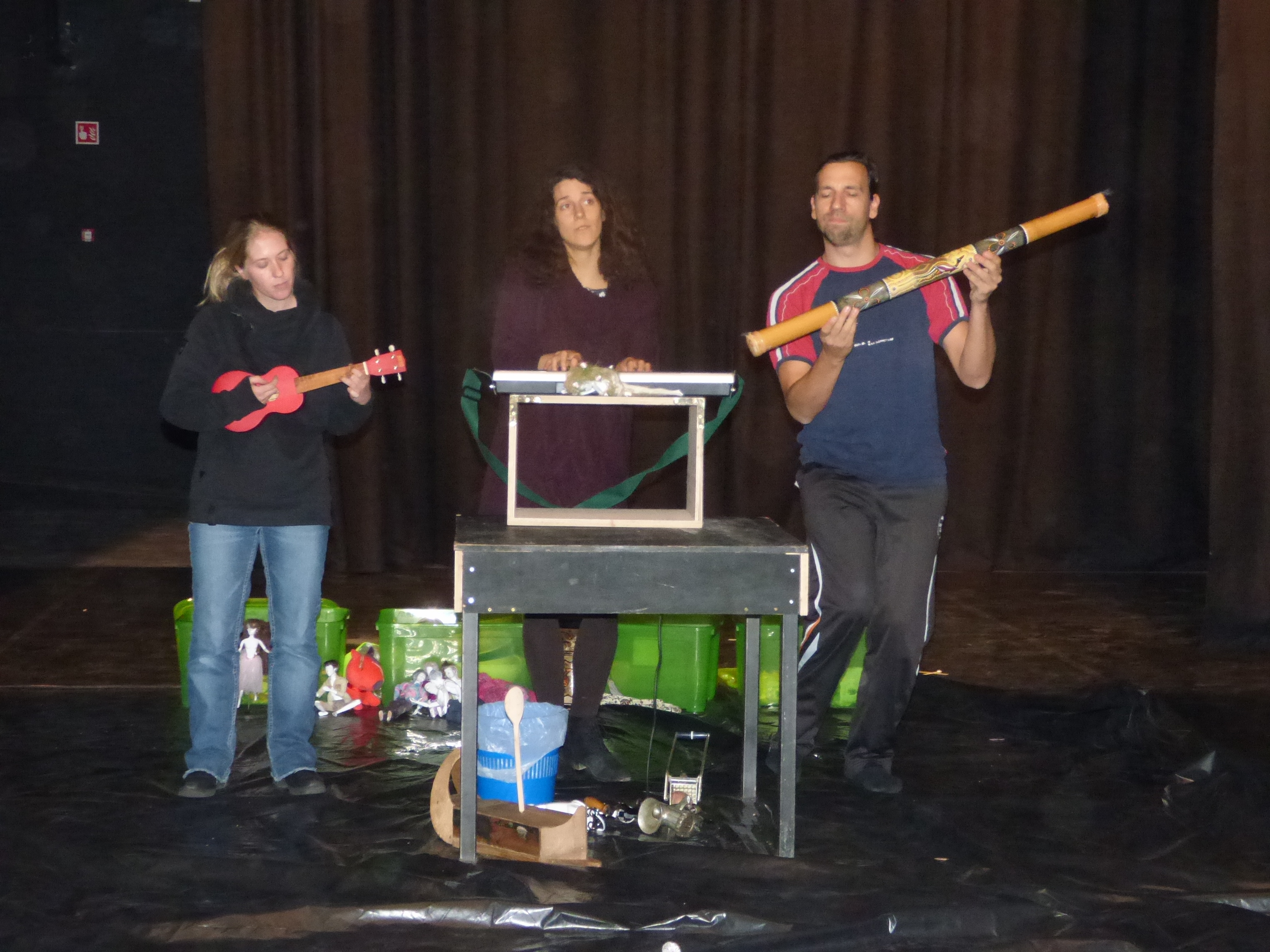
Próba a színházban

A magyarországi németség szórványos elhelyezkedése miatt nemcsak Szekszárdon játszanak, hanem a legtöbb előadást elviszik a magyarországi németség legfontosabb központjaiba (Pécs, Veszprém, Mór, Sopron, Budapest). Így például a Schiller-év tiszteletére 2005 őszén összeállított műsorukat a Dunai Svábok Kulturális Alapítványának támogatásával az ország 18 településére juttatták el. Többször felléptek már Ausztriában és Németországban is. Állandó partnerkapcsolatot tartanak a bautzeni Német-Szorb Népszínházzal.
Az évente április 21. körül megrendezett „Valeria Koch Nap”-on a magyarországi németek jeles eseményeiről, személyiségeiről emlékeznek meg.
A színháznak 2010-ben 26 alkalmazottja van, közülük 7 színész. Állandó, főállású rendezőjük nincs, ezért különböző (német, magyar, román, francia, izraeli) vendégrendezőkkel dolgoznak.
A 2008/2009-es szezonban öt darabot mutattak be:
- Gyurkó László: A búsképű lovag Don Quijote de la  Mancha szörnyűséges kalandjai és gyönyörű szép halála;
- Molnár Ferenc: Az ördög;
- David Wood: A mézeskalácsember;
- Friedrich Schiller: Stuart Mária;
- Történelmi revü.

A további darabokat tartják még műsoron:
- William Shakespeare: Lear király;
- Carlo Goldoni: Két úr szolgája;
- Mesék a bőröndből (Grimm fivérek: Holle anyó) — rendhagyó német óra óvodásoknak és általános iskolásoknak.

2010-ben a Magyar Dráma Nemzetközi Fesztiválján Görgey Gábor: Komámasszony, hol a stukker? című darabjával vettek részt.
2010. március 3-án mutatták be Café de Paris című darabjukat, amit Bernd von Bömches, a társulat egyik színésze állított színre slágerekből és kabaréjelenetekből.
2010. szeptember 23-án mutatták be Carlo Goldoni: Mirandolina című komédiáját, amit Britta Schreiber német rendező állított színre.

## Társulat (2024/2025)[1]

### Igazgató
- Lotz Katalin

### Színművészek
- Lotz Katalin
- Melissa Hermann
- Jonas Gundelach
- Sipos Eszter
- Paul Wiehe
- Perrine Martin

### Vendégművészek
- Paula Donner
- Tom Baldauf
- Barta Heléna
- Kristin Becker
- Otto Beckmann
- Georg Beham-Kreuzbauer
- Berzsenyi Zoltán
- Boglári Tamás
- Christian Bormann
- Isa Flaccus
- David Földszin
- Yarina Gurtner
- Horgász Dezső
- Andrzej Jaslikowski
- Michael Kehr
- Verena Koch
- Cecilia Kukua
- Dustin Leitol
- Robert Martin
- Merán Bálint
- Tom Pilath
- Anton Pohle
- Janice Rudelsberger
- Joris Schwarz
- Cathrein Unger

### Zenészek
- Kiss Alfréd
- Medgyes László
- Szecsődi István
- Wessely Ágnes

## Repertoár (2024-2025)
- Grimm fivérek – Catharina Fillers – Stefanie Schnitzler:  Zwei Tauben für Aschenputtel / Hamupipőke  / (mesejáték) / rendező: Stephan Rumphorst / bemutató: 2023. november 23. (német nyelvű előadás, amelyben az értést segítő fontos információk magyarul is elhangzanak)
- Duncan Macmillan – Johnny Donahoe:   All das Schöne / Minden ami szép  / (osztálytermi előadás 15 éves kortól) / rendező: Britta Kristina Schreiber / bemutató: 2024. február 8. (német nyelvű előadás)
- Die Elefantenfrage / Az elefántkérdés / (meseelőadás a „A vakok és az elefánt” tanmese alapján) / rendező:  Niklas „Nikkel“ Schüler/ bemutató: 2024. február 5.
- Marc Becker - Grimm fivérek: Die Bremer Stadtmusikanten / A brémai muzsikusok (mesejáték) / rendező: Verena Koch / bemutató: 2024. szeptember 19.  (német nyelvű előadás, amelyben az értést segítő fontos információk magyarul is elhangzanak)

## Külső hivatkozások
- A Magyarországi Német Színház honlapja (magyarul)
- Szekszárdi Útikalauz Archiválva 2009. július 10-i dátummal a Wayback Machine-ben